# 永泉寺 (多治見市)
永泉寺(えいせんじ)は岐阜県多治見市池田町にある曹洞宗の寺院。山号は石堂山。

## 歴史
伝承では奈良時代に光明皇后の御願にて天皇の勅宣により行基が華厳宗の寺院として開山し、一山五箇寺の寺院を配置し仏道修行の道場としたのが始まりと伝わる。
行基は千手千眼観世音菩薩立像を彫刻して本尊として安置し可児道場と名付けた。
これに属する一山五箇寺は、明圓寺、地蔵院、蓮華院、佛光院、観音院の５つの寺院が立ち並び池田五山と称して寺運は隆盛していた。
この頃、夢窓疎石が明圓寺に3年間寄寓し、虎渓山を発見して永保寺を建てたと伝わる。
その後、庇護者を失い衰微したが、鎌倉時代に僧の宗憲が明圓寺と地蔵院を合併し真言宗の密教に改宗し可児道場を主宰した。
江戸時代に入って後も寺は次第に衰退していったが、
蓮華院は、寛永年間に曹洞宗の僧の周呑が住持となり、三河武士の小池道空と共に力を合わせて復興して曹洞宗に改め住吉神社の東にあった蓮華院を移転再興し石動山 永泉寺に改名し、開山は名古屋の善篤寺六世の祐鷲が迎えられた。
寛文年間に名古屋の善篤寺の雲山によって中興され曹洞宗の寺院となったという説もある。
仏光院と観音院は、永泉寺が改宗後に合併・再興して佛光観音寺となり永泉寺の末寺として明治初年まで存在していた。
明圓寺が地蔵院を吸収して明圓寺としたと寺伝にあるが、その年代については明らかではない。神仏習合の真言宗の寺院であったが、慶応4年(1868年)の神仏分離時に、一切の仏像等を永泉寺に渡して廃寺のやむなきに至った。
天保14年(1843年)、総門が建立されている。

## 指定文化財
廃絶した池田五山のの本尊として祀られていた仏像は永泉寺に移され現在に伝えられている。
聖観音菩薩像は、永泉寺の本尊である寄木造玉眼嵌入半金色像で、即ち身体は金色、袈裟纏衣は彩色で南北朝時代または室町時代初期の作風で、かつては佛光院の本尊であった。
大正3年（1915年）に国宝に指定され、昭和25年(1950年)5月に公布された文化財保護法によって重要文化財に指定された。
惣門(附:棟札)は多治見市指定文化財である。
昭和33年（1958年）、以下の仏像が多治見市の文化財に指定された。
- 十一面観音菩薩坐像（元・観音院本尊)(鎌倉時代）
- 千手千眼観世音菩薩立像（元・地蔵院本尊)(鎌倉時代）
- 愛染明王坐像（元・地蔵院)(室町時代）

文化財には指定されていない仏像については以下のとおりである。
- 聖観世音菩薩(永泉寺本尊)
- 十一面観世音菩薩(元・明圓寺本尊)

## 境内
山門を潜って本堂を望むと、その右前方に、三抱えもある天然記念物の大イチョウが枝を伸ばし天に聳えているのに驚かされる。多治見市の天然記念物に指定されている。
境内のあちこちに数多くの古い石仏が目に付く。本堂の西北には「可児古道場」の額を掲げた御堂も印象的である。